# Gran Premio de Hungría de Motociclismo
El Gran Premio de Hungría de Motociclismo es una carrera de motociclismo de velocidad perteneciente al Campeonato Mundial de Motociclismo, que se disputa en Hungría desde el año 2025 en el Circuito de Balaton Park. Anteriormente se disputó en dos ocasiones en 1990 y 1992 en el circuito de Hungaroring.

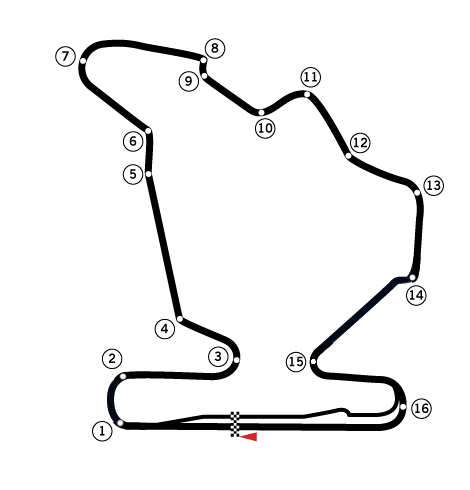
Circuito de Hungaroring, disputado en 1990 y 1992, las únicas dos ediciones del Gran Premio.

## Ganadores del Gran Premio de Hungría de Motociclismo

### Ganadores múltiples (constructores)
| # Victorias | Constructores | Victorias | Victorias    |
| # Victorias | Constructores | Categoría | Años ganador |
| ----------- | ------------- | --------- | ------------ |
| 3           | Honda         | 500 cc    | 1990         |
| 3           | Honda         | 250 cc    | 1992         |
| 3           | Honda         | 125 cc    | 1990         |

### Ganadores múltiples (países)
| # Victorias | País           | Victorias | Victorias    |
| # Victorias | País           | Categoría | Años ganador |
| ----------- | -------------- | --------- | ------------ |
| 3           | Italia         | 250 cc    | 1992         |
| 3           | Italia         | 125 cc    | 1990, 1992   |
| 2           | Estados Unidos | 500 cc    | 1992         |
| 2           | Estados Unidos | 250 cc    | 1990         |

### Por año
| Año  | Circuito    | 125 cc              | 125 cc      | 250 cc        | 250 cc      | 500 cc       | 500 cc      |
| Año  | Circuito    | Piloto              | Constructor | Piloto        | Constructor | Piloto       | Constructor |
| ---- | ----------- | ------------------- | ----------- | ------------- | ----------- | ------------ | ----------- |
| 1992 | Hungaroring | Alessandro Gramigni | Aprilia     | Luca Cadalora | Honda       | Eddie Lawson | Cagiva      |
| 1990 | Hungaroring | Loris Capirossi     | Honda       | John Kocinski | Yamaha      | Mick Doohan  | Honda       |

- Datos: Q613542